# Центральноамериканская совка
Центральноамериканская совка (лат. Megascops guatemalae vermiculatus) — подвид птиц рода Megascops семейства совиных.

## Описание
Длина представителей данного подвида — от 20 до 23 см, масса — от 91 до 128 г. Коричневая морфа имеет светло-коричневый лицевой диск с тонкой тёмной каймой, нечеткие бледные брови над жёлтыми глазами. Цвет макушки и верхней части варьируется от серовато-коричневого до охристо-коричневого. Низ беловатый. Клюв серо-зелёный. У представителей рыжей морфы яко-рыжая голова и верхняя часть тела.

## Распространение и образ жизни
Центральноамериканская совка обитает от юга Никарагуа через карибскую часть Коста-Рики до западной Панамы. Почти ничего не известно об охотничьих методах или рационе центральноамериканской совки. Предполагается, что эта птица в основном питается крупными насекомыми, но также и мелкими позвоночными. Фенология размножения центральноамериканской совки также очень плохо известна. Гнездится, по-видимому, в марте.